# Кетеван Кемоклідзе
Кетеван Кемоклідзе (груз. ქეთევან ქემოკლიძე; 7 липня 1981, Тбілісі, СРСР) — грузинська оперна співачка (мецо-сопрано).

## Біографія
Кетеван Кемоклідзе народилася 7 липня 1981 року у Тбілісі. Закінчила Тбіліську консерваторію.

## Нагороди
- «Опералія», Zarzuela Prize (2008) [5]